# Tricholochmaea punctipennis
Tricholochmaea punctipennis är en skalbaggsart som först beskrevs av Mannerheim 1843.  Tricholochmaea punctipennis ingår i släktet Tricholochmaea och familjen bladbaggar. Inga underarter finns listade i Catalogue of Life.